# Elstronwick
Elstronwick – wieś w Anglii, w hrabstwie East Riding of Yorkshire. Leży 14 km na wschód od miasta Hull i 252 km na północ od Londynu. W 2001 miejscowość liczyła 287 mieszkańców.